# Colombier (Quebec)
Colombier es un municipio canadiense situado en la provincia de Quebec.

## Superficie
Colombier tiene una superficie de 361,23 km².

## Demografía
En 2021, tenía 635 habitantes, una densidad poblacional de 1,8 hab./km², y 363 viviendas.